# Lost Experience
Lost Experience – gra alternatywnej rzeczywistości (ARG – ang. alternate reality game) zaaranżowana i prowadzona przez telewizję ABC oraz producentów serialu "Zagubieni", miała na celu jego promocję, często uzupełniała fabułę serialu, odkrywała wiele jego tajemnic, wraz z nim stanowiła spójną całość. 
Gra rozgrywana była od maja 2006 do 24 września 2006, podczas 2. sezonu serialu "Zagubieni" w Wielkiej Brytanii i wakacyjnej przerwy przed 3. sezonem w Stanach Zjednoczonych.
Gracze zdobywali informacje potrzebne do gry poprzez strony internetowe, telewizję oraz gazety.